# CKAJ-FM
 (septembre 2021).
CKAJ-FM est une station de radio québécoise située à Saguenay, Québec diffusant à la fréquence 92,5 MHz avec une puissance possible de 14 200 watts.

## Histoire

Ancien logo.

CKAJ est née à la suite de la fermeture de la radio CHOC MF de Jonquière. En 1997, CHOC a repris vie sous la forme de CKAJ 92,5, aussi connue comme étant « Le 92,5 ». Cette reprise est grandement attribuable notamment à l'initiative de Jacques Cayer, qui avait eu l'idée de réunir plusieurs personnalités issues de la radio, pour relancer la défunte antenne. C'est ainsi que se sont retrouvés autour d'une table ces piliers, dont faisaient notamment partie Pierre Boivin et Carol Gauthier. Cette station est spécialisée dans la musique des années 1950 à aujourd'hui, présentant son format sous la formule « Rétro-Disco-Country »[réf. souhaitée]. Idéalement CKAJ 92,5 diffuserait maintenant avec une puissance de 14 200 watts, ce qui lui permettrait notamment d'être entendue partout dans les régions du Saguenay et du Lac-Saint-Jean.  Notons aussi qu'en 2007, un ré-émetteur a été installé dans le secteur La Baie au Saguenay, à la fréquence 99,7 FM, pour desservir adéquatement ce secteur. 

## Emplacement
Côté localisation, CKAJ a déjà eu pignon sur rue au 4e étage du pavillon Manicouagan du Cégep de Jonquière, avant de déménager en 2009 dans l'immeuble Blackburn & Blackburn situé au 3877 sur le Boulevard Harvey à Saguenay. Un répertoire musical varié fait aussi l'originalité de cette station, offrant à la fois du country, du disco, du rétro, des chansons en langues étrangère et, fait unique, elle joue aussi sur ses ondes une importante quantité de chansons d'artistes issus de la région, amateurs et professionnels, et ce sur l'ensemble de sa programmation.